# Hemicalypterus
Hemicalypterus es un género extinto de peces actinopterigios prehistóricos. Fue descrito por Schaeffer en 1967.
Vivió en los Estados Unidos (Utah, Texas, Colorado, Nuevo México). Los dientes eran similares a los de los peces herbívoros modernos, lo que indica que Hemicalypterus también pudo haber sido un herbívoro.